# 大礼
大礼（だいらい）は、604年から648年まで日本にあった冠位である。冠位十二階の第5で、小仁の下、小礼の上にあたる。

## 概要
推古天皇11年12月5日（604年1月11日）に制定された。大化3年（647年）制定の七色十三階冠制により、翌大化4年（648年）4月1日に廃止になった。13階のどこに引き継がれたかについては2説が対立する。一つは小礼とともに13階中第9階の大青にまとめられたとするもの。もう一つは、13階中第11階の大黒に、小礼・大信・小信とともにまとめられたというものである。

## 大礼の人物
『日本書紀』に現われる大礼の人物は小野妹子と吉士雄成の二人で、遣隋使である。また、遣隋使に応じて日本に来た隋の使者を、大礼哥多毗が都の近くで出迎えたことが、『隋書』にある。『日本書紀』の記述に照らして、8月3日に海石榴市で出迎えた額田部比羅夫と推定される。
また、この二書より信頼性が劣る『先代旧事本紀』に犬上御田鉏（犬上御田鍬）が大礼と見える。しかし三田耜（御田鍬）については『日本書紀』の舒明天皇2年（630年）8月5日条に大仁とある。また、『先代旧事本紀』は 推古天皇16年（608年）の吉士雄成を小仁と記している。
- 犬上御田鉏（犬上御田鍬） - 推古天皇12年（604年）、（先代旧事本紀）。
- 小野妹子 - 推古天皇15年（607年）7月3日、同16年（608年）9月11日、遣隋使・遣隋大使、（日本書紀）。
- 哥多毗（額田部比羅夫?） - 大業4年（608年）8月3日?、（隋書、日本書紀）
- 吉士雄成（乎那利） - 推古天皇16年（608年）9月11日、遣隋小使、（日本書紀）。
- 吉田善　（三蔵法師） - 推古天皇16年（608年）9月11日、遣隋小使、（日本書紀）。